# 1863 na Venezuela
Esta é uma cronologia dos principais fatos ocorridos no ano de 1863 na Venezuela.

## Eventos
- 17 de fevereiro – Juan Crisóstomo Falcón invade Carora.

## Livros
- Manual de Historia Universal, segunda parte, de Juan Vicente González.

## Personalidades

### Nascimentos
- Abel Santos (m. 1933), advogado e político.
- 11 de agosto – Arturo Michelena (m. 1898), pintor.
- 11 de agosto – Madre Candelaria de San José (m. 1940), freira e cofundadora das Irmãs Carmelitas Venezuelanas.[1] Foi beatificada na Igreja Católica em 2008.

### Mortes
- 30 de outubro – Bartolomé Salom (n. 1780), militar e prócer da Independência da Venezuela.
- 29 de dezembro – José de Austria (n. 1791), militar e oficial durante a guerra da Independência [es].